# Cantó d'Algrange
El cantó d'Algrange és un cantó francès del departament del Mosel·la, situat al districte de Thionville-Oest. Té 4 municipis i el cap és Algrange.

## Municipis
- Algrange (Oolgrengen)
- Knutange (Knéiténg)
- Neufchef
- Nilvange

## Història
| Data d'elecció                           | Identitat           | Partit | Qualitat |
| ---------------------------------------- | ------------------- | ------ | -------- |
| 1982-1992                                | Victor Madelaine    | PS     |          |
| 1992-1998                                | Henriette Simonetto | PCF    |          |
| 1998-2004                                | André Pauly         | PS     |          |
| 2004-                                    | René Gori           | PS     |          |
| les dades anteriors no són pas conegudes |                     |        |          |
|                                          |                     |        |          |

## Demografia
| A partir de 1990 : Població sense dobles comptes |